# ویلیام لاین مکنزی
ویلیام لاین مکنزی (انگلیسی: William Lyon Mackenzie؛ ۱۲ مارس ۱۷۹۵ – ۲۸ اوت ۱۸۶۱) روزنامه‌نگار، سیاستمدار اهل کانادا بود.